# Alois Erbach
Alois Erbach (* 16. August 1888 in Wiesbaden; † 1. September 1972 ebenda) war ein deutscher Grafiker und Maler.

## Leben und Werk
Erbach war der Sohn eines Maurers. Er begann eine Lehre als Schlosser. Nach deren Abbruch erhielt er beim Katasteramt eine Ausbildung zum Vermessungstechniker. Er malte in seiner Freizeit impressionistische Aquarelle und wollte Maler werden. In Wiesbaden freundete er sich mit John Heartfield an, und beide beschlossen 1908, heimlich nach München zu fahren. Dort nahmen sie ein gemeinsames Zimmer und waren bettelarm. Nach Vorlage seiner Bilder und einem Examen wurde er 1908 zum Studium bei Heinrich Knirr an der Königlichen Kunstgewerbeschule zugelassen. Dann studierte er ab 1911 Malerei an der Münchner Akademie der Künste.
Bis 1918 nahm Erbach als Soldat am Ersten Weltkrieg teil, aus dem er nach Wiesbaden-Sonnenberg zurückging. Dort arbeitete er als freischaffender Künstler. 1919 war er Mitbegründer der Düsseldorfer Gruppe Das Junge Rheinland. Er gehörte der Dresdner Secession Gruppe 1919 an und in Düsseldorf dem Künstlerkreis um die Galeristin Johanna Ey. In Wiesbaden verkehrte er im Kreis um den Kunstsammler und Mäzen Heinrich Kirchhoff. Dort lernte er 1920 Conrad Felixmüller kennen, der ihn mehrfach „conterfeite“.
In seinen malerischen Werken orientierte Erbach sich anfangs am Expressionismus. Spätere Arbeiten zeigen Einflüsse des Surrealismus und der Neuen Sachlichkeit. 1924 ging Erbach nach Berlin. Dort wohnte er u. a. bis 1933 zusammen mit dem kommunistischen Bühnenbildner Wolfgang Roth.
Erbach stand der KPD zumindest nahe und war Mitglied der Assoziation revolutionärer bildender Künstler ASSO, der Roten Gruppe und der Gruppe „Die Zeitgemäßen“ Unter dem Pseudonym „Aleus“ oder „Marc Aleus“ lieferte Erbach Karikaturen für die Rote Fahne und die satirischen Zeitschriften Knüppel, Die Pleite und Eulenspiegel. 1925 schuf er für die KPD zur Reichspräsidentenwahl die Lithografie für das Plakat Arbeiter räumt auf! Wählt rot Thälmann!
Erbach hatte in Berlin engen Kontakt u. a. zu Otto Dix, George Grosz, Otto Griebel und Heartfield und zum Kreis weiterer Künstler um den Malik-Verlag und zu den Berliner Dadaisten. Als diese 1920 in Berlin ihre Messe abhielten, schickte er ihnen einen Gruß.
In der Nacht des Reichstagsbrands wurde Erbach von der Gestapo vorübergehend verhaftet.  Er war nun hochgradig gefährdet und emigrierte noch 1933 über Paris nach Mallorca. 1937 wurden im Rahmen der deutschlandweiten konzertierten Aktion „Entartete Kunst“ nachweislich fünf seiner Arbeiten aus öffentlichen Sammlungen beschlagnahmt.
1945 kam Erbach nach Wiesbaden zurück. Er arbeitete als freiberuflicher Künstler und gehörte der Künstlergruppe 50 an.
Obwohl Erbach „eigentlich zu den Künstlern der ersten Stunde gehört, die neben Otto Dix und Georges Grosz im Stil der Neuen Sachlichkeit gearbeitet haben“, ist er ein heute nahezu vergessener Künstler.

## Darstellung Erbachs in der bildenden Kunst
Conrad Felixmüller: Bildnis Alois Erbach (Öl auf Leinwand, 78 × 75 cm, 1920)

## Werke (Auswahl)

### 1937 als „entartet“ aus öffentlichen Sammlungen beschlagnahmte Werke
- Im Vorortzug (Aquarell; Stadtbesitz Berlin. Vernichtet.)
- Häuser in Wiesbaden (Aquarell; Kunstsammlungen der Stadt Düsseldorf. Vernichtet.)
- Sitzender Mann (Druckgrafik; Nassauisches Landesmuseum Wiesbaden. Vernichtet.)
- Familie (Druckgrafik; Nassauisches Landesmuseum Wiesbaden. Vernichtet.)
- Fabrikinneres (Tafelbild; Nassauisches Landesmuseum Wiesbaden. Von 1938 bis 1941 in acht Städten in der Wanderausstellung „Entartete Kunst“ vorgeführt. Verbleib ungeklärt.)

### Weitere Werke (Auswahl)
- Ein Paar (Aquarell; 44 × 33 cm; Akademie der Künste Berlin)
- Unser tägliches Brot gib uns heute (Aquarell; 42,5 × 33,3 cm; Akademie der Künste Berlin)
- Vier Männer (1921; Sammlung Frank Brabant)[9]
- Selbstbildnis (Aquarell, 1927; Sammlung Frank Brabant)[10]
- Auf der Straße/Berlin (Aquarell, 64,5 × 51 cm, 1927)[11]
- Bauern bei der Obsternte (Aquarell, 64,5 × 49,2 cm, 1935)[12]
- Ansicht von Palma auf Mallorca (Öl auf Leinwand, 61 × 75 cm; um 1940)[13]

- Kleiner Hafen, Kubistisch (Tempera und Öl auf Leinwand, 60 × 50 cm, um 1950)[14]

## Ausstellungen (unvollständig)
- 1912: München, Kunsthandlung Franz Josef Brakl
- 1919: Düsseldorf, Graphisches Kabinett von Bergh & Co (mit Marc Chagall, Ludwig Meidner u. Edvard Munch)
- 1919: Düsseldorf, Städtische Kunsthalle (Das Junge Rheinland)
- 1921: Düsseldorf, Galerie Johanna Ey (u. a. mit Max Ernst)
- 1921: Düsseldorf, Städtische Kunsthalle (Das Junge Rheinland)
- 1921: Breslau, Galerie Stenzel (u. a. mit Oskar Kokoschka, Oskar Moll und Wilhelm Schmid)[15]
- 1921: Düsseldorf, Städtische Kunsthalle (Jung-Rheinland-Graphik und Kleinplastik)
- 1922: Düsseldorf, Warenhaus Tietz, I. Internationale Kunstausstellung Düsseldorf 1922
- 1922: Berlin, Große Berliner Kunstausstellung 1922
- 1931: Berlin, Große Berliner Kunstausstellung 1931
- 1962/1963: Wiesbaden, Galerie Roepcke (Malerei, Grafik)

### Postume Ausstellungen
- 1978/1979: Berlin, Altes Museum („Revolution und Realismus. Revolutionäre Kunst in Deutschland 1917 bis 1933“)

- 1980 Berlin, Alter Marstall („Dreißig Jahre Kunstsammlung der Akademie der Künste der DDR. Ausgewählte Werke.“)
- 1988: Berlin, Museum für Deutsche Geschichte („Künstler im Klassenkampf“)
- 2018: Wiesbaden, Museum Wiesbaden[16]